# 劉暤
劉暤（892年—952年5月5日），字克明，又作刘皞，涿州归义县（今河北容城县）人，五代十国后梁、后唐、后晋、后汉、后周官员，后晋谯国公刘昫之弟。
刘皞少年离乡，天祐年间，后梁劉鄩攻打太原，军至乐平，在县舍俘虏刘皞。谢彦章对他礼待，介绍给他同乡刘去非。二人原来是亲族，从此随刘去非一起在谢彦章门下为宾客。谢彦章获罪，刘去非为郢州刺史，刘皞随同前往。唐庄宗灭梁，刘去非因为之前和刘守奇归顺后梁，于是投靠荆南高季兴，刘皞为荆州摄官。刘昫在唐明宗时为学士，派人把弟弟召回。梁漢顒镇守邓州，征召为从事，入朝为監察御史，历任水部员外郎、史馆修撰。长兴末年，赵凤镇守邢台，表为节度判官。清泰初年，入朝为起居郎，改任驾部员外郎，兼侍御史知杂事，移任河南少尹、兵部郎中，转任太府卿。刘知远即位，他担任宗正卿。郭威即位，他改任卫尉卿。广顺元年（951年）十月，他梦见一个叫李丕文的鬼魂，说他能官至齐王判官。广顺二年（952年）春，朝廷以刘皞为高丽册使，一说出使吴越国，册封高丽国王王昭。三月，至郓州，天平军节度使、齐王高行周以刘皞好酒，留他几天，日夜沉醉。四月初九甲午日（952年5月5日），早上梳头，就像醉入梦乡，其子刘泳去看，已经去世，时年六十一岁。刘皞虽然嗜酒，但学习儒学，好藏书，急于行义，也被人称道。